# Desulfotomaculum
Desulfotomaculum es un género de bacterias Gram-positivas, anaerobias obligadas, que viven en el suelo. Es un tipo de bacterias reductoras de sulfato que puede echar a perder los alimentos conservados mal procesados. Su presencia se puede identificar por el desprendimiento de gas sulfuro de hidrógeno, que tiene un olor a huevos podridos. Son bacterias formadoras de endosporas.
Una nueva cepa de bacterias Desulfotomaculum fue descubierta en una mina de oro en Sudáfrica, viviendo completamente independiente de la fotosíntesis. Estas bacterias utilizan la energía proporcionada por los radioisótopos para  formar sulfuro de hidrógeno, que substituye los enlaces de hidrógeno producidos por la fotosíntesis normal. Este descubrimiento  prueba que los organismos pueden obtener energía de fuentes distintas a la luz del sol, y sugiere que formas de vida similares podrían encontrarse en otros planetas del Sistema Solar.